# Jeff Lorber
Pour les articles homonymes, voir Lorber.
Jeff Lorber, né le 4 novembre 1952 à Philadelphie, en Pennsylvanie (États-Unis), est un claviériste, pianiste, compositeur et producteur de jazz fusion américain. Après avoir fait carrière au sein de son propre groupe The Jeff Lorber Fusion, il a été à travers sa carrière solo un des pionniers du smooth jazz.

## Premières heures
Lorber a commencé à jouer du piano à l'âge de 4 ans et après avoir joué dans un bon nombre de groupes de R&B, il a étudié au Berklee College of Music, où s'est développé son amour pour le jazz.

## The Jeff Lorber Fusion (1977-1981)
Son tout premier groupe, The Jeff Lorber Fusion, a sorti son 1er album en 1977. Entouré de musiciens parmi lesquels le batteur Dennis Bradford, Lorber a enregistré 5 albums sous cette appellation. Leurs albums étaient marqués par un son funky influencé par d'autres figures du jazz fusion telles que Herbie Hancock, Weather Report ou Return to Forever, groupe de Chick Corea (ce dernier apparaissant sur plusieurs titres du groupe). Comme bon nombre de ses semblables, Lorber a joué sur différents types de claviers : piano, Rhodes et certains synthétiseurs tels que le Minimoog ou le Sequential Circuits Prophet 5.
À noter que le morceau Rain Dance qui apparaît sur l'album Water Sign paru en 1979, a été samplé en 1996 par la rappeuse Lil' Kim sur son single Crush On You. Leur album suivant, Wizard Island, sorti en 1980, voit l'arrivée d'un nouveau membre, un jeune saxophoniste du nom de Kenny Gorelick, qui, plus tard deviendra connu sous le nom de Kenny G, avec toute la controverse que l'on sait. C'est le début d'une longue collaboration entre Lorber et Gorelick qui continuera après la séparation du Jeff Lorber Fusion en 1981.

## Carrière solo (1982-aujourd'hui)
En 1982, Lorber enregistre son 1er album solo It's A Fact, qui explore les racines R&B du musicien à travers un son plus suave, polissé et s'appuyant largement sur les synthétiseurs. On retrouve sur l'album un nouveau groupe de musiciens ainsi que des contributions de Kenny G, ex-membre du Jeff Lorber Fusion, et du légendaire percussionniste Paulinho Da Costa. It's A Fact tranche avec les enregistrements entièrement instrumentaux du Jeff Lorber Fusion du fait qu'il contient quelques titres chantés. 1984 est une année très prolifique pour Lorber qui sort 2 nouveaux albums, In The Heat Of The Night et Lift Off. Plus tard dans la même année, il fait équipe avec le duo de producteurs de R&B David Frank et Mic Murphy, alias The System pour produire son 3e album à paraître cette année et également le plus populaire de sa carrière solo, Step By Step. Le morceau du même nom, riche en synthétiseurs, se classera jusqu'à la 31e place des charts R&B. Ses albums suivants continuent d'évoluer dans une direction smooth jazz. Son album Flipside de 2005 a été nommé aux Grammy Awards dans la catégorie Meilleur album de Pop instrumentale. Lorber a également travaillé comme producteur et musicien de studio pour des artistes comme Michael Franks, Dave Koz, Eric Benét, Herb Alpert ou même Laura Branigan. Il a même enregistré un morceau pour le jeu Castlevania: Symphony of the Night sorti sur PlayStation en 1997.

## Discographie

### The Jeff Lorber Fusion
- The Jeff Lorber Fusion (1977, Inner City)
- Soft Space (1978, Inner City)
- Water Sign (1979, Arista)
- Wizard Island (1980, Arista)
- Galaxian (1981, Arista)
- Lift Off (1984, Arista)
- Now Is The Time (2010, Telarc)

### Jeff Lorber (en solo)
- It's a Fact (1982, Arista)
- In the Heat of the Night (1984, Arista)
- Step by Step (1984, Arista)
- Private Passion (1990, Warner Bros.)
- Worth Waiting For (1991, Verve Forecast)
- West Side Stories (1994, Verve Forecast)
- State of Grace (1994, Verve Forecast)
- Midnight (1998, Zebra)
- Kickin' It (2001, Samson)
- Philly Style (2003, Narada Jazz)
- Flipside (2005, Narada Jazz)
- He Had a Hat (2007, Blue Note)
- Heard that (2008, Peak)